# Макс фон Мульцер
Макс Мульцер, з 1916 року — Ріттер фон Мульцер (нім. Max Ritter von Mulzer; 9 липня 1893, Альтусрід, Німецька імперія — 26 вересня 1916, Валансьєнн, Франція) — німецький льотчик-ас, лейтенант Баварської армії. Кавалер ордена Pour le Mérite.

## Біографія
10 липня 1914 року отримав звання офіцер-кадета із зарахуванням у 8-й баварський полк. 13 грудня 1914 року Мульцер був зроблений в офіцери, а 20 серпня 1915 року переведений в авіацію. Закінчивши підготовку, він прибув в 4-й польовий льотний дивізіон, але незабаром був переведений в 62-й льотний дивізіон, де служив разом з Освальдом Бельке та Максом Іммельманном. Ставши льотчиком-винищувачем, здобув свою першу офіційну перемогу 30 березня 1916 року.
Після того, як 62-й льотний дивізіон у червні 1916 року був направлений на Східний фронт, вступив у бойове командування одномісних літаків «Північ» і збив у його складі ще 3 літаки. Потім Мульцер був направлений у 32-й льотний дивізіон, а пізніше, 1 липня, тимчасово переведений в бойове командування одномісних літаків «В». Здобув 2 перемоги в 32-му льотному дивізіоні, у складі якого довів рахунок перемог до 10.
26 вересня 1916 року, перебуваючи в 6-му армійському авіапарку, Мульцер підняв у повітря на випробувальний політ Albatros D.I 4424/16, зазнав катастрофи і загинув.

## Нагороди
- Залізний хрест 2-го і 1-го класу
- Нагрудний знак військового пілота (Баварія)
- Королівський орден дому Гогенцоллернів, лицарський хрест з мечами
- Pour le Mérite (9 липня 1916) — за 8 перемог. Перший баварець, нагороджений під час Першої світової війни.
- Військовий орден Максиміліана Йозефа, лицарський хрест (6 вересня 1916) — разом з орденом отримав дворянський титул і став першим баварським льотчиком-винищувачем, зведеним у дворянство.